# Buniyad
Buniyad (nep. बुनियाद) – gaun wikas samiti w środkowej części Nepalu w strefie Narajani w dystrykcie Bara. Według nepalskiego spisu powszechnego z 2001 roku liczył on 621 gospodarstw domowych i 4534 mieszkańców (2170 kobiet i 2364 mężczyzn).